# Слюсаренко, Захар Карпович
Заха́р Ка́рпович Слюсаре́нко (3 (16) сентября 1907 года — 6 апреля 1987 года) — советский танкист, участник Великой Отечественной войны, дважды Герой Советского Союза (23.09.1944, 31.05.1945). Генерал-лейтенант танковых войск (22.02.1963).

## Биография до военной службы
Родился в крестьянской многодетной (10 детей) семье. Украинец. С 1909 года семья жила в городе Мерефа Харьковской губернии. Окончил 6 классов городской школы в Мерефе. В детстве батрачил, с 1923 года стал работать на Мерефянском стекольном заводе: грузчик, курьер, ученик статистика, помощник машиниста, машинист заводской электростанции. Был комсомольским активистом, а в 1929 году вступил в ВКП(б). С 1929 по 1931 годы был секретарём заводского комитета ВЛКСМ, в 1931 году работал в парткоме завода. В 1932 году окончил Харьковскую высшую школу профдвижения.

## Начало военной службы
В Красной Армии с июня 1932 года, зачислен по спецнабору. В 1934 году окончил Орловскую бронетанковую школу. С ноября 1934 года командовал танкового взводом 4-го тяжелого танкового полка в Харьковском военном округе. С ноября 1935 года служил в войсковой части 1515 — командир взвода полковой школы, с апреля 1936 — командир учебного взвода. С августа 1938 года — начальник штаба танкового батальона в 10-й танковой бригаде (Киев). Участник освободительного похода РККА в Западную Украину в сентябре 1939 года, в том числе в взятии Львова. С марта 1940 года командовал танковым батальоном в этой бригаде. В июле 1940 года переведён в 10-ю танковую дивизию Киевского Особого военного округа, начавшую своё формирование в городе Золочев Львовской области, где командовал танковыми батальонами в 16-м и (также с июля 1940) 20-м танковых полках.

## Великая Отечественная война
На фронтах Великой Отечественной войны с июня 1941 года. Командовал тем же батальоном в составе 10-й тд 4-го механизированного корпуса Юго-Западном фронте, участник Львовско-Черновицкой стратегической оборонительной операции (в том числе и танкового сражения в районе Дубно — Луцк — Броды), Киевской оборонительной операций, Уманьского сражения. Дважды попадал в окружение (под Бердичевым и под Уманью) и оба раза прорывался оттуда с боями.
После выхода из Уманьского котла в августе 1941 года назначен командиром батальона средних танков 19-го танкового полка 10-й танковой дивизии на Юго-Западном фронте. Впрочем, через несколько дней дивизия была расформирована, и в октябре 1941 года майор Слюсаренко (воинское звание присвоено досрочно за отвагу в боях лета 1941 года) был назначен командиром танкового батальона 133-й танковой бригада на Брянском фронтах и Юго-Западном фронтах. За отвагу в оборонительных боях октября—ноября 1941 года награждён своей первой наградой — и сразу высшим в СССР орденом Ленина. В июне 1942 года назначен адъютантом старшим батальона а этой бригаде. В рядах этой бригады сражался в Барвенково-Лозовской наступательной, Воронежско-Ворошиловградской оборонительной операциях и в Сталинградской битве.
11 июля 1942 года был переведён в 168-ю танковую бригаду на должность заместителя командира бригады. Всего через неделю, 17 июля, переведён обратно в 133-ю танковую бригады адъютантом старшим батальона. А 30 августа 1942 года назначен командиром 168-й танковой бригады (которая была выведена в эти дни с Юго-Западного фронта на переформирование в Горький). С октября 1942 года — командир 49-го отдельного гвардейского танкового полка прорыва, который формировался также в Горьком для отправки на Ленинградском фронте. Полк был вооружён тяжёлыми танками Mk.IV «Churchill». Во главе полка с марта 1943 года участвовал в битве за Ленинград.
31 декабря 1943 года был отозван с фронта для нового назначения, по 18 февраля 1944 года находился в распоряжении Управления кадров бронетанковых и механизированных войск РККА. С февраля 1944 года и до Победы З. К. Слюсаренко — командир 56-й гвардейской танковой бригады в 3-й гвардейской танковой армии на 1-м Украинском фронте. Гвардии полковник Слюсаренко З. К. командовал бригадой в важнейших сражениях завершающего этапа войны: в Днепровско-Карпатской, Львовско-Сандомирской, Висло-Одерской, Нижнесилезской, Берлинской, Пражской наступательных операций.
В Львовско-Сандомирской наступательной операции в июле 1944 года танковая бригада Слюсаренко стремительным маршем по немецким тылам с боями прорвался к Висле и с ходу стремительно форсировал реку, совместно с другими передовыми частями создав знаменитый и стратегически важный Сандомирский плацдарм на левом её берегу южнее города Сандомир. На плацдарме бригада в ночном бою атаковала город Сташув, оттянув на себя все силы врага в этом районе и обеспечив успех других частей, практически без сопротивления овладевших городом с другого направления. Продолжая расширять плацдарм, танкисты Слюсаренко прорвались в район Шидлув, нанесли там тяжелое поражение противнику и удерживали район до прибытия пехотных частей. Сдав эти захваченные позиции, танкисты выдвинулись в район Опатув и там 4 суток отражали яростные атаки врага. На всех этапах сражения Слюсаренко был примером храбрости для подчинённых, умело руководил своей бригадой и постоянно импровизировал в боях. За отличия в этой операции гвардии полковнику Слюсаренко 23 сентября 1944 года было присвоено звание Героя Советского Союза.
12 января 1945 года вместе с другими частями 1 Украинского фронта начал наступление, впоследствии названном Висло-Одерской и Нижнесилезской операциями. Форсировала Пилицу в районе Конецполя и Околовице. 1 февраля отбыл на лечение и его полторы недели замещал Пётр Фомич Юрченко из 54-й гвардейской танковой бригады. Вместе с другими частями, 56-я гвардейская бригада в начале марта попала в окружение под Лаубаном, из которого смогла выйти, понеся потери.
За период его командования 56-я гвардейская танковая бригада получила почетное наименование «Шепетовской» и «Васильковской», была награждена орденами Ленина, Суворова и Кутузова II степени.

## После войны
В августе 1945 года 56-я гвардейская танковая бригада была переформирована в 56-й гвардейский танковый полк и Слюсаренко остался его командиром, а при дальнейшем сокращении в январе 1947 года стал командиром 56-го гвардейского кадрового батальона 7-й гвардейской танковой дивизии в Центральной группе войск. С 31 декабря 1947 по декабрь 1948 года — заместитель командира 180-й гвардейской механизированной дивизии (Киевский военный округ). В 1949 году З. К. Слюсаренко окончил Курсы усовершенствования офицерского состава при Военной академии бронетанковых и механизированных войск имени И. В. Сталина.
С августа 1950 по ноябрь 1956 года командовал 3-й танковой дивизией (Приморский военный округ). В 1957 году окончил Высшие академические курсы при Высшей военной академии имени К. Е. Ворошилова. С ноября 1957 года — командир 10-го армейского корпуса (Уральский военный округ, в 1959 году корпус переброшен в Прибалтийский военный округ). С сентября 1960 года — заместитель командующего — начальник управления боевой подготовки Северной группой войск, развёрнутой на территории Польши. С августа 1965 года — в запасе.
Жил в городе-герое Киеве. Автор мемуаров. Скончался 6 апреля 1987 года. Похоронен в Киеве на Байковом кладбище.

## Награды
- Указом Президиума Верховного Совета СССР от 23 сентября 1944 года, за мужество и героизм, проявленные в боях с немецко-фашистскими захватчиками, Слюсаренко Захару Карповичу присвоено звание Героя Советского Союза с вручением ордена Ленина и медали «Золотая Звезда» (№ 4650);
- За успешные действия бригады в боях за столицу гитлеровской Германии — Берлин, личное мужество и самоотверженность Указом Президиума Верховного Совета СССР от 31 мая 1945 года гвардии полковник Слюсаренко Захару Карповичу присвоено звание дважды Героя Советского Союза;
- Два ордена Ленина (7.12.1941, 23.09.1944);
- Орден Красного Знамени (20.04.1953;
- Орден Суворова 2-й степени (6.04.1945);
- Орден Отечественной войны 1-й степени (11.03.1985);
- Орден Отечественной войны 2-й степени (5.11.1942);
- Орден Красной Звезды (6.11.1947);
- Медаль «За боевые заслуги» (3.11.1944);
- Медаль «За оборону Москвы» (1944);
- Медаль «За оборону Ленинграда» (1942);
- Медаль «За оборону Сталинграда» (1942),
- Медаль «За взятие Берлина» (1945);
- Медаль «За освобождение Праги» (1945);
- другие медали;
- иностранные ордена и медали:
- Орден «За воинскую доблесть» V класса (Польша);
- Орден Красного Знамени (ЧССР, 30.04.1970)
- Чехословацкий Военный Крест 1939 года (Чехословакия);
- Медаль «За Одру, Нису и Балтику» (Польша);
- Медаль «Победы и Свободы» (Польша);
- Медаль «На страже мира» в золоте (Польша);
- Медаль «За укрепление дружбы по оружию» II степени (ЧССР)

## Воинские звания
- Лейтенант — 1935;
- старший лейтенант — 1938;
- капитан — 11.10.1938;
- майор — 6.07.1941;
- подполковник — 4.08.1942;
- полковник — 15.12.1943;
- генерал-майор танковых войск — 3.08.1953;
- генерал-лейтенант танковых войск — 22.02.1963.

## Мемуары
- Слюсаренко З. К. Последний выстрел. — М.: Воениздат, 1974. — 222 с. — (Военные мемуары). — 65 000 экз.
- Слюсаренко З. К. Сыновний долг. — Киев: Политиздат Украины, 1981. — 333 с.

## Память
- Бронзовый бюст установлен на родине — в городе Змиёве.
- Постановлением Совета Министров УССР № 133 от 13 мая 1988 года[3] Змиевской (Готвальдовской в 1976—1991 гг.) средней школе № 1 (ныне лицей[4]) присвоено наименование в честь дважды Героя Советского Союза З. К. Слюсаренко. Бронзовый бюст З. К. Слюсаренко является эмблемой музейного комплекса данного учебного заведения. Здесь хранится парадный внестроевой мундир, переданный самим Героем[5].
- Медицинский лицей города Мерефы назван в честь Захара Карповича Слюсаренко. В лицее имеется музей Боевой славы, которым заведует племянница Героя.
- Школа № 41 в городе Киеве названа в честь Захара Карповича Слюсаренко. В школе открыт музей имени З. К. Слюсаренко, где хранится его мундир и личные вещи, а также существует экспозиция, рассказывающая о форсировании Днепра.
- Еще при его жизни 16 сентября 1957 года была открыта мемориальная доска в здании фабрики-комбината стеклянных изделий и ёлочных украшений «Хрусталика» в Мерефе.
- Его именем названы улицы в городах Киев, Смоленск, Варшава.